# Shakib Al Hasan
Shakib Al Hasan (* 24. März 1987 in Magura, Bangladesch) ist ein bangladeschischer Cricketspieler und ehemaliger Mannschaftskapitän der bangladeschischen Nationalmannschaft.

## Kindheit und Ausbildung
Al Hasan wuchs in Magura auf. Sein Vater spielte Fußball für die Khulna Division und so spielte auch Al Hasan zunächst vorwiegend Fußball. Sein Cousin spielte später in der bangladeschischen Fußballnationalmannschaft. Cricket begann er als Teenager in der Schule zu spielen und spielte häufig Tape-Ball Cricket in seiner Umgebung. Bei einem dieser Spiele wurde er durch einen Umpire entdeckt, der ihn zu einem lokalen Cricketclub brachte. Bei einer Talentsichtung des Bangladesh Krira Shikkha Protishtan, einem nationalen Sportinstitut, wurde man auf ihn aufmerksam und sie boten ihm ein halbjähriges Training an. In der Folge wurde er in die U15-Nationalmannschaft Bangladeschs aufgenommen. Er verblieb in den Jugend-Nationalmannschaften und spielte 2004 beim U17-Asia-Cup in Indien und stach schon dort sowohl als Batsman und Bowler heraus. In seiner Zeit in der U19-Nationalmannschaft stach er bei einem Drei-Nationen-Turnier gegen Sri Lanka und England heraus.

## Aktive Karriere

### Beginn in der Nationalmannschaft
Sein Debüt in der Nationalmannschaft absolvierte er im August 2006 bei einer Tour in Simbabwe im 5. ODI der Serie, bei dem er 30 Runs erzielte. Er schaffte es, sich schnell in der Mannschaft zu etablieren und spielte in der folgenden Tour in Kenia. Bei der folgenden ICC Champions Trophy 2006 in Indien konnte er mit 67* Runs sein erstes Fifty gegen Sri Lanka erzielen. Simbabwe sollte dort seine drei Spiele verlieren und schied damit in der Qualifikationsrunde aus. Er bestritt auch die weiteren Limited-Overs Touren der Saison 2006/07 und erzielte bei einem Drei-Nationen-Turnier in den West Indies mit 134* Runs gegen Kanada sein erstes Century.
Auch wurde er für den darauffolgenden Cricket World Cup 2007 nominiert. Dort gelangen ihm im ersten Spiel gegen Indien 53 Runs, womit er einen großen Anteil an dem überraschenden Gewinn des Spieles und der später damit verbundenen Qualifikation für die Super 8 Runde hatte. Dort war seine beste Leistung 57 Runs gegen England. Seinen ersten Test absolvierte er bei einer Tour gegen Indien im Mai 2007, konnte sich jedoch zunächst nicht als feste Größe im Test-Team etablieren.
Bei der ICC World Twenty20 2007 hatte er seinen größten Einfluss im ersten Spiel gegen die West Indies, bei dem er 4 Wickets für 34 Runs erzielen konnte und die Lower Order aus dem Spiel nahm. Bangladesch konnte das Spiel gewinnen und zog damit in die Super 8 Runde ein, wo man jedoch ohne weiteren Sieg ausschied. Bei der Tour in Neuseeland zum Jahreswechsel 2007/08 war er wieder Teil des Test-Teams. Im ersten ODI der ODI-Serie der Tour konnte er mit 3 Wickets für 56 Runs als Bowler hervorstechen. Auf den folgenden Touren konnte er vereinzelt gute Ergebnisse erzielen, die dem Team jeweils aber nicht für einen Sieg reichten. Auf der Tour gegen Südafrika gelangen ihm im zweiten ODI 52 Runs. Beim dritten ODI auf der Tour in Pakistan gelangen ihm zunächst 75 Runs und im vierten ODI der Serie sogar ein Century mit 108 Runs in 120 Bällen. Im Herbst 2008 konnte er sich auch im Test-Team etablieren. So gelangen ihm im ersten Test gegen Neuseeland im ersten Innings 7 Wickets für 36 Runs und im zweiten Innings 71 Runs als Batsman sowie zwei weitere Wickets. Trotz dieser Leistungen konnte Neuseeland das Spiel für sich entscheiden. Gegen Sri Lanka wurde er im ersten Test als Spieler des Spiels ausgezeichnet, nachdem er im ersten Inning 5 Wickets für 70 Runs erzielte und im zweiten 96 Runs erspielte. Beim folgenden heimischen Drei-Nationen-Turnier gelangen ihm gegen Sri Lanka im dritten Spiel 92* Runs und sicherte so die Finalteilnahme.

### Aufstieg zum Kapitän
Zur Saison 2009 war er der führende All-Rounder im weltweiten Cricket und wurde, als Mashrafe Mortaza zum Kapitän und damit als Nachfolger von Mohammad Ashraful befördert wurde, zum Vize-Kapitän des Nationalteams berufen. Als solcher ging er in die Tour in den West Indies und übernahm nach einer Verletzung Mortaza im ersten Test die Kapitänsrolle für den Rest der Tour. Das Spiel konnte gewonnen werden und war der erste Auswärtssieg Bangladeschs, jedoch gegen einen durch Spielerstreik geschwächten Gegner. Beim zweiten Test konnte Al Hasan herausstechen. Im zweiten Innings des Spiels konnte er nicht nur 96* Runs, sondern auch 5 Wickets für 70 Runs erzielen. Damit sicherte er den Gewinn des Spiels und damit den ersten Auswärts-Test-Serien Gewinn des bangladeschischen Teams. Al Hasan wurde als Spieler des Spiels und der Serie ausgezeichnet. Auch wurde er im zweiten ODI der Tour als Spieler des Spiels ausgezeichnet, als er 65 Runs erzielte und so Bangladesch zum Sieg führte. Da Mortaza weiter auf Grund seiner Verletzung ausfiel, verblieb Al Hasan in der Rolle des Kapitäns.
Es folgte eine ODI-Serie in Simbabwe, in der er im zweiten Spiel ein Century über 104 Runs in 64 Bällen erzielte. Als im Herbst des Jahres Simbabwe eine ODI-Serie in Bangladesch bestritt, konnte er im zweiten Spiel der Serie ebenfalls ein Century erzielen, als ihm 105* Runs in 69 Bällen gelangen. Seinen nächsten Einsatz hatte er bei der folgenden Test-Serie gegen Indien, in der er mit 9 Wickets der beste Bowler seiner Mannschaft war. Unter anderem erzielte er im ersten Innings des ersten Tests 5 Wickets für 62 Runs. Seine guten Leistungen setzten sich fort bei der Tour in Neuseeland, als er im einzigen Test nach 87 Runs im ersten Innings, 100 Runs in 129 Bällen im zweiten erzielte. Die Saison fand ihren Abschluss bei einer Tour Englands in Bangladesch in der das Team jedes Spiel der Test- und ODI-Serie verlor, Al Hasan jedoch die jeweils die meisten Wickets seiner Mannschaft erzielte.

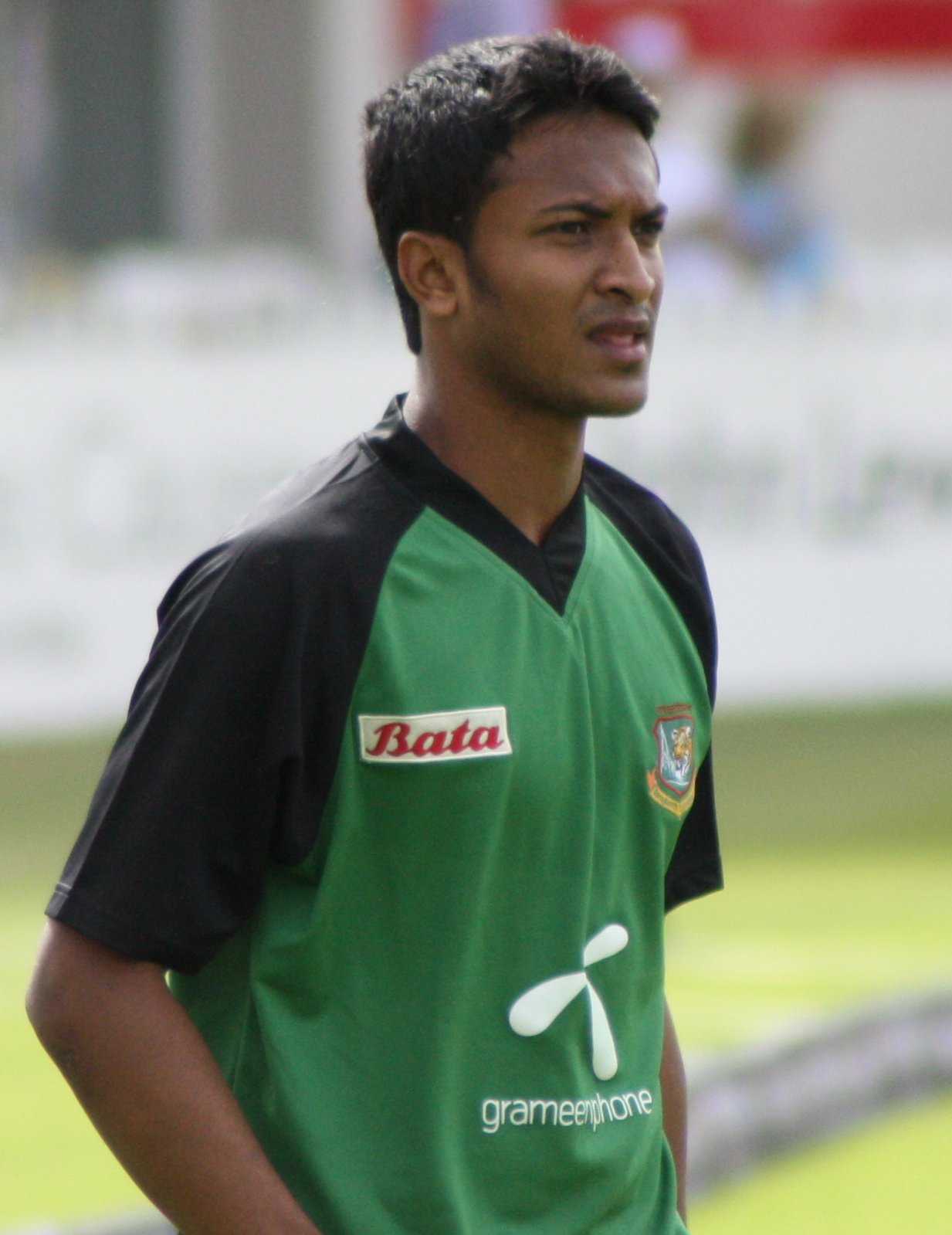
Al Hasan auf der Tour in England in 2010

Beim Asia Cup 2010 und beim ICC World Twenty20 2010 verlor Bangladesch unter seiner Führung jeweils alle Spiele. Nachdem er auf der folgenden Tour in England kein Spiel der Test-Serie gewinnen konnte, übernahm der zurückkehrende Mortaza die Kapitänsrolle von ihm. In der Saison spielte er auch in der County Championship für Worcestershire. Jedoch verletzte sich Mortaza beim ersten Spiel der ODI Serie gegen Neuseeland erneut, und so war Al Hasan wieder Kapitän. Im vierten Spiel der Serie erzielte er seinen fünften ODI-Century über 106 Runs in 113 Bällen und war auch bester Bowler seines Teams mit 3 Wickets und 54 Runs. Bangladesch gewann das Spiel und damit auch die Serie, dem ersten Seriengewinn gegen eine Top-Mannschaft in Bestbesetzung. Die Vorbereitung auf die kommende Weltmeisterschaft wurde mit einer ODI-Serie gegen Simbabwe fortgesetzt, bei der er in den fünf Spiele je einmal 63 und 73 Runs und einmal 4 Wickets für 39 Runs erzielte.
Beim Cricket World Cup 2011, bei dem Bangladesch Mitausrichter war, blieb Al Hasan der Kapitän der Mannschaft. Bangladesch war in der ICC ODI Championship unter den besten acht Mannschaften zu dem Zeitpunkt und rechnete sich so Chancen aufs Viertelfinale aus. So erzielte er im ersten Spiel 55 Runs gegen Indien, was jedoch nicht reichte, um die Vorgabe des indischen Teams einzuholen. Gegen Irland erfolgte ein erwarteter Sieg, und so war das dritte Spiel gegen West Indies als einen der größten Konkurrenten um den Viertelfinalplatz von entscheidender Bedeutung. Dieses Spiel jedoch endete trotz guter Vorzeichen für Bangladesch mit einer hohen Niederlage, als das Team mit nur 58 Runs im 19 Over alle seine Wickets verloren hatte, was die West Indies in kurzer Zeit einholten. Zwar konnte Al Hasan mit seinem Team gegen England eines der großen Teams im nächsten Spiel schlagen, jedoch reichte es trotz Punktgleichheit gegen die West Indies mit der deutlich schlechteren Net Run Rate nicht für die Qualifikation für das Viertelfinale.
Nach der Weltmeisterschaft verblieb er zunächst in der Kapitänsrolle, aber nach Niederlagen auf Touren gegen Australien und in Simbabwe wurde er von seinen Aufgaben entbunden.

### Nach der Absetzung als Kapitän
Unter neuer Führung spielte das Team zum Beginn der Saison 2011/12 zunächst gegen die West Indies, und Al Hasan war in Test- und ODI-Serie der wichtigste Bowler seines Teams. Jedoch verlor Bangladesch beide Serien. Ebenso war dies der Fall gegen Pakistan, als man alle Spiele verlor. Im zweiten Test der Serie erzielte Al Hasan nicht nur ein Century über 144 Runs in 242 Bällen, sondern ebenfalls 6 Wickets für 82 Runs. In der Folge stieg er zum besten Test-All-Rounder in den Ranglisten des Weltverbandes auf. Bei der erstmals ausgetragenen Bangladesh Premier League wurde er von den Khulna Royal Bengals gedraftet und wurde nach 240 Runs und 15 Wickets in 11 Spielen als Spieler des Turniers ausgezeichnet. Eine gute Leistung zeigte er auch beim Asia Cup 2012, als es Bangladesch erstmals gelang ins Finale einzuziehen. So erzielte er in der Vorrunde gegen Pakistan 64 Runs, gegen Indien 49 und gegen Sri Lanka 56 Runs. Im Finale gegen Pakistan war er mit 68 Runs bester Run-Scorer seines Teams, jedoch wurde das Spiel knapp mit 2 Runs verloren.
Zum Beginn der Saison 2012/13 fand die ICC World Twenty20 2012 statt. Während er im ersten Spiel gegen Neuseeland keine gute Leistung abliefern konnte, gelangen ihm im zweiten Spiel gegen Pakistan 84 Runs. Dennoch war dies zu wenig, denn beide Spiele gingen verloren und Bangladesch schied in der Vorrunde aus. Bei der darauffolgenden Tour gegen die West Indies konnte er in der Test-Serie einmal 89 Runs und einmal 97 Runs erzielen. Jedoch zog er sich beim zweiten Test eine Schienbeinverletzung zu, die ihm ein spielen in der ODI-Serie nicht ermöglichte. Diese Verletzung endete mit einer Operation und sorgte dafür, dass er bis zum Ende der Saison nicht mehr eingesetzt werden konnte.
Erst auf der Tour in Simbabwe zu Beginn der Saison 2013 fand er wieder ins Team zurück. Sein wichtigster Beitrag bei der Tour waren die entscheiden Leistungen (40 Runs und 4 Wickets für 22 Runs) im zweiten Twenty20, dass die Serie zum Unentschieden führte. Im Sommer 2013 spielte er im englischen Twenty20 Cup für Leicestershire Foxes und in der neugegründeten Caribbean Premier League für die Barbados Tridents. Für letztere gelang es ihm im Spiel gegen die Trinidad & Tobago Red Steel mit einer Bowling-Leistung von 6 Wickets für 6 Runs für Aufsehen zu sorgen, die bis heute zu einer der besten Leistungen bei einem Twenty20 zählt.

### Kontroversen mit dem Verband
In der Saison 2013/14 begann mit einer Tour gegen Neuseeland, während der er sich mit Denguefieber infizierte und so nach den Tests nicht mehr zur Verfügung stand. Im Januar 2014 spielte er wieder bei der Tour gegen Sri Lanka und konnte in den beiden Tests zwei Fifties erzielen. Nach dem zweiten ODI wurde er, da er nach seinem Ausscheiden eine inakzeptable Geste für die TV-Kameras machte, vom bangladeschischen Verband für drei Spiele gesperrt und mit einer Geldstrafe belegt. Dies betraf auch die ersten beiden Spiele des Asia Cup 2014, bei dem Bangladesch alle vier Spiele verlor. Beim ICC World Twenty20 2014 konnte Bangladesch mit seiner Hilfe die Qualifikationsrunde überstehen, verlor jedoch alle Spiele in der Super10 Runde. In der anschließenden Indian Premier League 2014 spielte er für die Kolkata Knight Riders und hatte einen wichtigen Anteil an deren Gewinn des Turniers.
Im Juni 2014 kam Indien für eine ODI-Serie nach Bangladesch. Im ersten Spiel verließ er während einer Regenpause die Umkleiden der Mannschaft und hatte eine Auseinandersetzung mit einem Zuschauer, der nach seiner Aussage seine Frau beleidigt hatte. Dies führte nach der Serie zu einer Anhörung beim Verband. Kurz darauf reiste er nach Barbados, um mit den dort beheimateten Barbados Tridents die Caribbean Premier League 2014 zu bestreiten. Jedoch berief ihn der Verband umgehend zurück, um an einem Trainingslager teilzunehmen und verweigerte ihm die Spielerlaubnis. Daraufhin soll Al Hasan dem Coach der Nationalmannschaft, Chandika Hathurusingha, gedroht haben sich vom Test- und ODI-Cricket zurückzuziehen, was Al Hasan jedoch bestritt. Der Verband entschied, dass Al Hasan schwere Einstellungsprobleme habe und sperrte ihn daraufhin für sechs Monate von allen Formen des Crickets und teilte mit, dass man ihm bis Ende 2015 keine Spielerlaubnisse für auswärtige nationale Ligen erteilen werde. So nahm er nicht an der Tour in den West Indies teil, bei der Bangladesch sieglos blieb. Noch während der Tour entschied der Verband die Sperre für das Nationalteam zu verkürzen. Seinen ersten Einsatz hatte er somit wieder bei der Tour gegen Simbabwe im November 2014. Im zweiten Test der Serie erzielte er ein Century über 137 Runs in 180 Bällen und in beiden Innings jeweils fünf Wickets (5/80 und 5/44). Er war damit erst der dritte Spieler, nach Ian Botham und Imran Khan, dem ein Century und 10 Wickets im gleichen Spiel gelangen. Im ersten ODI der Serie erzielte er als Batsman ein Century über 101 Runs in 99 Bällen und 4 Wickets für 41 Runs als Bowler. Insgesamt verlor Bangladesch bei der Tour kein Spiel. Im Nachlauf der Tour entschied der Verband, Al Hasan auch wieder die Spielerlaubnis für auswärtige Ligen zu erteilen. Dies nutzte er, um an einem Teil der Saison der Big Bash League 2014/15 für die Melbourne Renegades teilzunehmen.

### Erfolge und Rückschläge
Im Februar und März 2015 spielte Bangladesch beim Cricket World Cup 2015. Im ersten Spiel gegen Afghanistan konnte Al Hasan (63 Runs) zusammen mit Mushfiqur Rahim (71 Runs) das Spiel bestimmen und einen deutlichen Sieg erspielen. Nach einer Niederlage gegen Sri Lanka hatte er einen wichtigen Anteil am Sieg gegen Schottland, bei dem seine 52* Runs dazu beitrugen, die bis dahin höchste Aufholjagd Bangladeschs zum Erfolg zu führen. Beim folgenden wichtigen Sieg gegen England hatte er kaum einen Anteil und bei der Niederlage gegen Neuseeland erzielte er 4 Wickets für 55 Runs. Dennoch waren die drei Siege ausreichend, um sich für das Viertelfinale zu qualifizieren. Dort trafen sie auf Indien, gegen die sie deutlich verloren.
Dieser Erfolg war für Bangladesch der Start eines erfolgreichen Jahres. Direkt nach der Weltmeisterschaft spielten sie eine Tour gegen Pakistan, in der sie alle drei ODIs gewinnen konnten. Al Hasan erzielte 5 Wickets während der Serie und war damit hinter Arafat Sunny der zweiterfolgreichste Bowler seines Teams. Gefolgt wurde dies auf einer Tour gegen Indien mit einem 2–1 ODI-Seriengewinn. Bei den beiden gewonnenen Spielen erzielte er jeweils ein Fifty (52 und 51* Runs). Die dritte ODI-Serie in Folge gewannen sie dann gegen Südafrika. Im entscheidenden Spiel war Al Hasan mit 3 Wickets für 33 Runs der beste Bowler. In diesem Spiel erzielte er auch sein 200. ODI-Wicket.
Abseits einer Tour gegen Simbabwe, bei der er nicht herausragte, konzentrierte er sich in den nächsten Monaten auf Twenty20-Cricket. Bei der Bangladesh Premier League spielte er als Kapitän für die Rangpur Riders. Beim Asia Cup 2016 erreichte er nur mäßige Leistungen, als das Team abermals ins Finale einzog und gegen Indien verlor. Der Höhepunkt der Saison war der ICC World Twenty20 2016. Während er in der Qualifikationsrunde nur geringen Einfluss auf den Gruppensieg der Mannschaft hatte, konnte er in der Super 10 Runde bessere Leistungen erbringen. Gegen Pakistan gelangen ihm 50* Runs und gegen Australien erreichte er 3 Wickets für 27 Runs. Dennoch verlor Bangladesch alle Spiele und schied aus. Im August 2016 gewann Al Hasan mit den Jamaica Tallawahs die Caribbean Premier League 2016.

### Zunehmende Verletzungen und wieder Kapitän
Die Saison 2016/17 begann mit einer ODI-Serie gegen Afghanistan, bei der er im zweiten Spiel, dem einzigen das Bangladesch verlor, als Bowler 4 Wickets für 47 Runs erzielte. Es folgte eine Tour gegen England, bei der er im ersten Test im zweiten Innings 5 Wickets für 85 Runs erzielte. Seine höchste Run-Zahl in einem Innings erzielte er auf der über den Jahreswechsel stattfindenden Tour in Neuseeland. Im ersten Test gelangen ihm im ersten Innings ein Double-Century über 217 Runs in 276 Bällen. Als er jedoch im zweiten Innings des Spiels keinen Run erzielen konnte und so das Spiel dennoch verloren wurde, gab es über die Art, wie er das zweite Innings in Angriff nahm, Kritik. Ein weiteres Century gelang ihm im zweiten Test gegen Sri Lanka mit 116 Runs in 159 Bällen. Im April 2017 wurde er zum Kapitän der Twenty20-Nationalmannschaft benannt.
Im Sommer 2017 spielte er bei der ICC Champions Trophy 2017, bei dem Bangladesch das Halbfinale erreichte. Seine beste Leistung erreichte er im Vorrundenspiel gegen Neuseeland, als ihm ein Century über 114 Runs in 115 Bällen gelang und zum Spieler des Spiels gekürt wurde. Nach dem Turnier empfing er mit der Mannschaft Australien für eine Test-Serie. Dort gelang Al Hasan im ersten Spiel neben einem Half-Century (84 Runs) jeweils fünf Wickets in den beiden Innings (5/68 und 5/85). Für diese Leistung wurde er beim ersten Test-Sieg über Australien überhaupt zum Spieler des Spiels ausgezeichnet. Nach der Tour erbat er sich eine halbjährige Pause vom Test-Cricket, um seinen Körper zu schonen und seine Karriere verlängern zu können.
Als er wieder zurückkehrte, wurde er für die Tour in Sri Lanka als Kapitän nominiert, um den abtretenden Mushfiqur Rahim zu ersetzen. Jedoch zog er sich bei einem zuvor ausgetragenen Drei-Nationen-Turnier eine Fingerverletzung zu, die ihn nicht spielen ließ. Die Verletzung beeinträchtigte ihn auch auf der nach der Tour stattfindenden Drei-Nationen-Turnier in Sri Lanka, für die er bei den letzten Spielen eingesetzt wurde und er konnte nur mäßige Leistungen erbringen. Jedoch wurde er mit einer Geldstrafe belegt, als er aus Protest gegen eine Schiedsrichterentscheidung versuchte, die Batsman seines Teams vom Spielfeld zu rufen. Kritik vom Verband bekam er auch für die Niederlage bei einer Twenty20-Serie gegen Afghanistan im Sommer 2018.
Bei der anschließenden Tour in den West Indies spielte er wieder alle drei Formate und erzielte in allen Fifties. Im zweiten Test konnte er im ersten Innings ein Bowlingergebnis von 6 Wickets für 33 Runs und im zweiten 54 Runs. In den ODIs gelangen ihm im ersten Spiel 97 und im zweiten 56 Runs und im zweiten Twenty20 60 Runs. Als Kapitän verantwortete er die 2:0-Niederlage in den Tests und einen knappen Seriengewinn in den Twenty20. Im September 2018 folgte der Asia Cup 2018, bei dem er sich eine Infektion an den Fingern zuzog und nach einer Operation für drei Monate ausfiel. Nach der Genesung spielte er im November 2018 bei der Tour gegen die West Indies und konnte abermals in allen drei Formaten ein Fifty erzielen. So gewann er mit dem Team als Kapitän die Test-Serie 2–0, verlor dieses Mal aber die Twenty20 Serie knapp.
Es folgte ein Einsatz für die Dhaka Dynamites in der Bangladesh Premier League, wobei er sich im Finale einen Finger brach und so für die anstehende Tour in Neuseeland ausfiel.

### Weltmeisterschaft und Korruptionsskandal
Im Sommer 2019 stand der Cricket World Cup 2019 im Mittelpunkt. Während der Vorbereitung bei einem Drei-Nationen-Turnier konnte er gegen Irland (50* Runs) und die West Indies (61* Runs) jeweils ein Fifty erzielen. Im ersten Spiel der Weltmeisterschaft gegen Südafrika konnte er beim Sieg Bangladeschs 75 Runs erzielen und wurde als Spieler des Spiels ausgezeichnet. Im zweiten Spiel konnte er 64 Runs beisteuern, was jedoch nicht zum Sieg reichte. Bei der Niederlage gegen den Gastgeber England erzielte er mit 121 Runs in 119 Bällen, konnte aber im nächsten Spiel gegen die West Indies mit 124* Runs in 99 Bällen eine Jagd gegen die West Indies erfolgreich zum Ziel führen. Bei der Niederlage gegen Australien erzielte er 41 Runs und es sollte das einzige Spiel bleiben, in dem er nicht ein Fifty oder mehr erzielen konnte. Denn sowohl beim Sieg gegen Afghanistan (51 Runs), als auch bei den entscheidenden Niederlagen gegen Indien (66 Runs) und Pakistan (64 Runs) konnte er jeweils ein Fifty erzielen. Bangladesch schied als achter in der Vorrunde aus und Al Hasan war mit 606 Runs drittbester Run-Scorer des Turniers und stellte damit den Rekord von Sachin Tendulkar für Runs in der Vorrunde ein. Zudem erzielte er während des Turniers 11 Wickets. Nach dem Turnier setzte er für die Tour in Sri Lanka aus und spielte wieder beim heimischen Drei-Nationen-Turnier im September 2019. Dort konnte er vor allem im letzten Gruppenspiel gegen Afghanistan mit 70* Runs überzeugen und wurde als Spieler des Spiels ausgezeichnet.
Im Oktober 2019 war er als Test- und Twenty20-Kapitän Verhandlungsführer bei den Gehaltsverhandlungen der Spieler im bangladeschischen Cricket. Dabei verkündete er einen Streik, der nach wenigen Tagen, nachdem die meisten Forderungen erfüllt wurden, beendet wurde. Wenige Tage später wurde er vom Weltverband ICC für 2 Jahre, 1 Jahr davon auf Bewährung, von jeglichem Cricket suspendiert. Hintergrund war, dass er im Jahr 2018 bei einem Drei-Nationen-Turnier (Bangladesh Tri-Nation Series 2017/18) und bei der Indian Premier League 2018 drei Mal im Kontakt zu einem Buchmacher stand, der ihn nach Informationen fragte die für Wettbetrug geeignet seien könnten, und dies nicht wie vorgeschrieben umgehend der Anti-Korruptions-Einheit des Weltverbandes meldete.
Im November 2020 sorgte er für einen Skandal, als er sich in Indien in der Nähe einer hinduistischen religiösen Zeremonie aufhielt und dafür eine Morddrohung erhielt. Seine Rückkehr zum Cricket hatte er kurz darauf beim Bangabandhu Cup T20 2020/21.

## Popularität und Rezeption
Shakib Al Hasan gilt in seiner Heimat als Star. Er steht bei zahlreichen Marken als Werbeträger unter Vertrag und ist der bestverdienende Cricketspieler in Bangladesch. Er wurde 2019 von ESPN als einer der weltweit 100 bekanntesten Sportler geführt.
Er steht der ehemaligen Premierministerin Bangladeschs Hasina Wajed nah und hat erklärt, dass er seine Zukunft in der Politik sieht.

## Privates
Im Dezember 2012 heiratete er eine amerikanisch-bangladeschische Software-Entwicklerin, mit der er zwei Töchter hat.